# Baia di Kane

Comune di Avannaata dove si trova la baia di Kane

La baia di Kane (o  Kane Basin) è una baia della Groenlandia di 3900 km²; a ovest incontra le acque dello stretto di Nares, mentre è circondata dalla terraferma nelle altre direzioni: a sud è delimitata dalla piccola Terra di Inglefield, mentre a est e a nord dalla Terra Knud Rasmussen. Le sue coste appartengono al comune di Avannaata. La sua profondità è in media 180 m; è molto difficile da navigare, per via degli iceberg che arrivano dall'oceano Atlantico e tendono a saldarsi in questa zona.